# شهرستان دولینسکی
شهرستان دولینسکی (به لاتین: Dolinsky District) یک شهرستان در روسیه است که در استان ساخالین واقع شده‌است.